# Distrito electoral federal 3 de Aguascalientes
El III Distrito Electoral Federal de Aguascalientes es uno de los 300 Distritos Electorales en los que se encuentra dividido el territorio de México y uno de los 3 en los que se divide el estado de Aguascalientes. Su cabecera es Aguascalientes.
Desde la redistritación de 2017, ocupa el centro y sur del municipio de Aguascalientes, siendo esta misma ciudad su cabecera distrital.
Su creación data de 1863, siendo Jesús Fructuoso López su primer representante en la Cámara de Diputados en la III Legislatura del Congreso de la Unión de México. Fue suprimido en 1902 y es en 1996 cuando de nueva cuenta es creado.

## Distritaciones anteriores

### Distritación 1996 - 2005
Fue creado de nueva cuenta en la distritación de 1996, lo formaba la zona sur del municipio de Aguascalientes.
Esta distritación fue utilizada para la elección de Diputados de las Legislaturas LVII, LVIII y LIX.
El espacio que en este periodo formaba este distrito electoral federal, antes de 1996, correspondía a los distritos electorales federales 1 y 2.

### Distritación 2005 - 2017
En esta redistritación el distrito electoral federal comprendió la mitad occidental del municipio de Aguascalientes.
Esta distritación fue utilizada para la elección de Diputados de las Legislaturas LX, LXI, LXII y LXIII.

## Diputados por el distrito
| Diputado                                                                        | Diputado                         | Grupo parlamentario | Legislatura    | Periodo     |
| ------------------------------------------------------------------------------- | -------------------------------- | ------------------- | -------------- | ----------- |
|                                                                                 | Jesús Fructuoso López            |                     | III            | 1863 - 1865 |
|                                                                                 | Pedro Rincón Gallardo y Terreros |                     | IV             | 1867 - 1868 |
|                                                                                 | Lorenzo Elízaga                  |                     | V              | 1869 - 1871 |
|                                                                                 | Francisco Gómez Hornedo          |                     | VI             | 1871 - 1873 |
|                                                                                 | Pedro Rincón Gallardo y Terreros |                     | VII            | 1873 - 1875 |
|                                                                                 | Alejandro Vázquez del Mercado    |                     | VIII           | 1875 - 1878 |
|                                                                                 | Rafael Sagredo                   |                     | IX             | 1878 - 1880 |
|                                                                                 | Manuel Cardona                   |                     | X              | 1880 - 1882 |
|                                                                                 | Arturo Shields                   |                     | XI             | 1882 - 1884 |
|                                                                                 | Diego Pérez Ortigosa             | Liberal             | XII            | 1882 - 1884 |
|                                                                                 | Agapito Silva                    |                     | XIII XIV XV    | 1884 - 1892 |
|                                                                                 | Juan Avendaño                    |                     | XVI            | 1892 - 1894 |
|                                                                                 | José Vega                        |                     | XVII XVIII XIX | 1894 - 1900 |
|                                                                                 | Francisco Ramírez                |                     | XX             | 1900 - 1902 |
| El distrito 3 es suprimido en 1902. Es restablecido en la distritación de 1996. |                                  |                     |                |             |
|                                                                                 | Fernando Gómez Esparza           |                     | LVII           | 1997 - 2000 |
|                                                                                 | José Luis Novales Arellano       |                     | LVIII          | 2000 - 2003 |
|                                                                                 | Jaime del Conde Ugarte           |                     | LIX            | 2003 - 2006 |
|                                                                                 | Alma Hilda Medina Macías         |                     | LX             | 2006 - 2009 |
|                                                                                 | Raúl Cuadra García               |                     | LXI            | 2009 - 2012 |
|                                                                                 | Jose Ángel Gonzalez Serna        |                     | LXII           | 2012 - 2015 |
|                                                                                 | Jorge López Martín               |                     | LXIII          | 2015 - 2018 |
|                                                                                 | Martha Elisa González Estrada    |                     | LXIV           | 2018 - 2021 |
|                                                                                 | Paulo Gonzalo Martínez López     |                     | LXV            | 2021 -      |

## Resultados electorales

### 2021
|  | 56.48 % |

|  | 24.78 % |

|  | 7.11 % |

|  | 3.96 % |

|  | 1.50 % |

|  | 1.73 % |

|  | 1.24 % |

|  | 0.54 % |

|  | 0.00 % |

|  | 2.71 % |

|  | 0.11 % |

|  | 100 % |

### 2012
|  | 36.81 % |

|  | 29.19 % |

|  | 13.56 % |

|  | 5.18 % |

|  | 7.41 % |

|  | 0.13 % |

|  | 7.70 % |

|  | 100.00 % |

### 2009
|  | Partido Acción Nacional                        |  | Raúl Cuadra García             |
|  | Partido Revolucionario Institucional           |  | Irma Patricia Muñoz de León    |
|  | Partido de la Revolución Democrática           |  | Jaime Randolph Rodríguez       |
|  | Coalición Salvemos a México (PT, Convergencia) |  | Monica Marisa Quezada Madrazo  |
|  | Partido Verde Ecologista de México             |  | Jorge Ramon Duran Romo         |
|  | Partido Nueva Alianza                          |  | Manuel González Díaz de León   |
|  | Partido Socialdemócrata                        |  | Liliana Patricia Cruz Elizondo |